# Kyathos

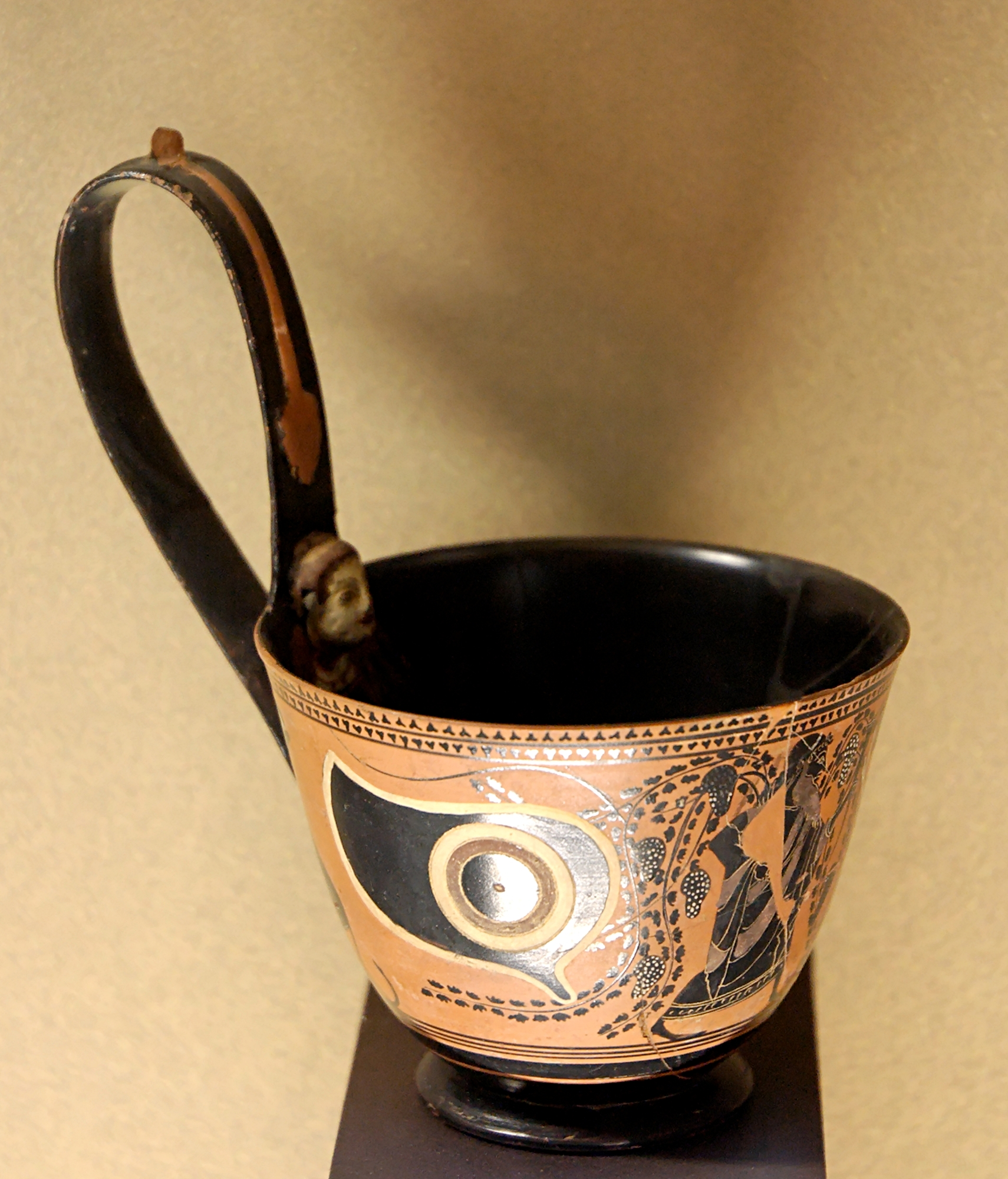
Un esempio di kyathos

Il kyathos (greco antico - mestolone; pl. kyathoi) è il nome dato nella moderna terminologia ad un antico vaso greco dipinto dotato di una cavità alta, rotonda, lievemente affusolata e un singolo manico ad anello, lungo e piatto. Un parallelo moderno potrebbe essere il mestolo, il kyathos infatti veniva usato come attingitoio. I primi esempi conosciuti sono stati prodotti verso il 530 a.C. nella bottega di Nikosthenes sull'esempio di forme simili in bucchero etrusco e forse da originali in bronzo, come sembra suggerire il manico, decisamente incongruo rispetto alle normali forme di terracotta. Lo si trova ancora nella prima metà del V secolo a.C. divenendo molto raro nel periodo successivo e restando tipico del periodo maturo e tardo delle figure nere.